# Dogday
Dogday är ett new wave/punk-band från Stockholm.

## Diskografi
- No Good Health and No Fun CD 2005 på skivbolaget Shout Shout Shout.
- "Santa Will Never Get Here" Låt 2006 som finns med på samlingsplattan Oh No It's Christmas Vol. 1.
- ”AM/PM” Vinyl-EP 2008